# FIM-43紅眼便攜式防空飛彈

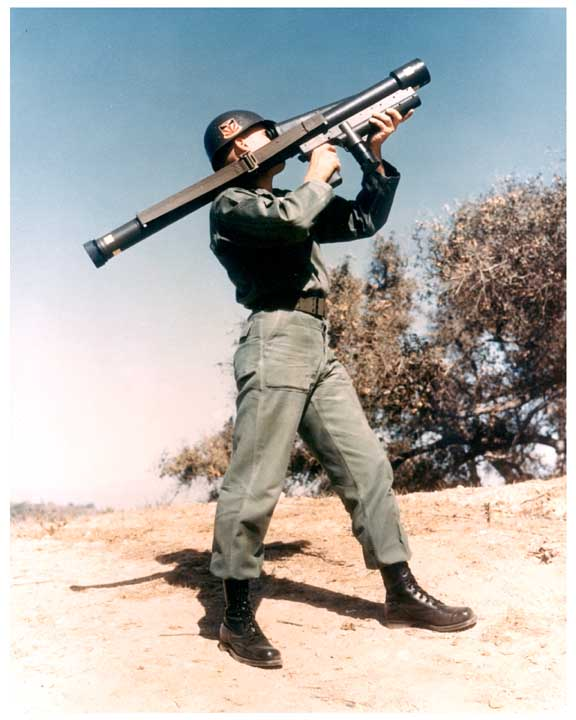
FIM-43紅眼防空飛彈

FIM-43紅眼防空飛彈是第二次世界大戰後美國的第一代步兵用肩射式防空飛彈，1959年由通用動力公司研發。
紅眼防空飛彈採用被動式紅外線導引，使用時托在肩上並對著敵機用光學瞄準鏡瞄準，然後開動飛彈的紅外線導引頭，這樣飛彈就會自動鎖定目標並發出響聲警告射手已鎖定目標，射手祇要扳動扳機就可以發射飛彈，飛彈首先會以發射火藥射離發射筒，火箭發動機會在離射手約6米後才會點火，這樣是為了保護射手免被火箭的火焰燒傷。
紅眼防空飛彈是一種射後不用理的武器，但其缺點是射擊角度不大而且無敵我識別器，故已被FIM-92刺針便攜式防空飛彈取代。

## 基本資料
- 全長：1.2米
- 口徑：70毫米
- 重量：13公斤
- 炸藥量：1.06公斤
- 速度：1.7倍音速
- 最大射高：2,740米
- 導引方式：被動式紅外線

## 使用國家

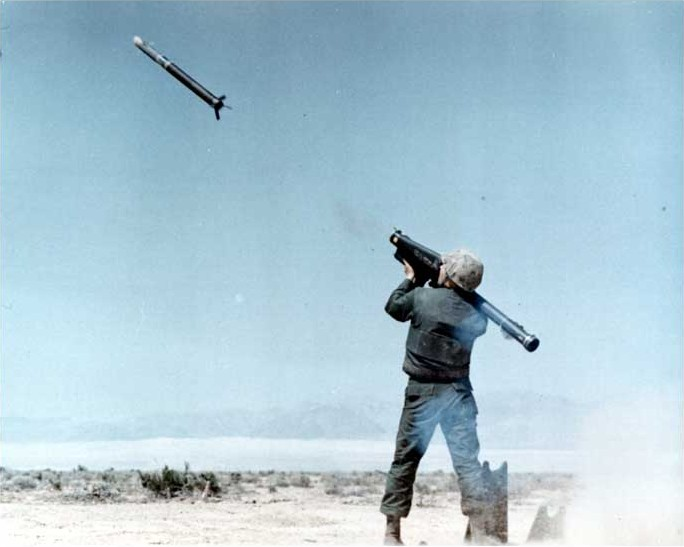
發射紅眼防空飛彈的一刻

- 美国
- 薩爾瓦多
- 德意志聯邦共和國
- 以色列
- 尼加拉瓜
- 瑞典
- 泰國
- 土耳其

## 資料來源
1. ↑  Fiscal Year 1973 Authorization for Military Procurement, p. 3702.

- 最先端武器8:步兵兵團，牛頓出版社